# Tommy Stroot
Tommy Stroot (Nordhorn, 24 december 1988) is een Duits voormalig profvoetballer en huidig voetbaltrainer. Van 2016 tot 2021 was hij hoofdtrainer van de FC Twente Vrouwen. Sinds 2021 is Stroot werkzaam als hoofdtrainer van de vrouwen van VfL Wolfsburg.

## Carrière

### Jeugd
Tommy Stroot was als amateurvoetballer actief voor SV Grenzland Twist. Daarnaast was hij nog twee jaar actief voor VV Schoonebeek in Nieuw-Schoonebeek. Bij SV Grenzland Twist nam Stroot voor het eerste trainingstaken aan in de jeugdopleiding. Bij het nabijgelegen FSG Twist werd Stroot voor het eerst hoofdtrainer van het vrouwenteam. Met deze club kwam hij uit in de Regionalliga Liga. Op achttienjarige leeftijd werd Stroot hoofdtrainer van Victoria Gersten. In 2010 droeg deze club haar licentie over aan SV Meppen. Stroot was bij deze club een tijdje trainer van de onder 17 vrouwen.

### Trainer
In 2013 werd Stroot hoofdtrainer van SV Meppen. Met deze club was hij actief in de Tweede Bundesliga. Stroot werd in 2016 de nieuwe hoofdtrainer van FC Twente. Met De Tukkers werd hij in 2019 en 2021 kampioen van de Vrouwen Eredivisie. Vanaf 2020 was Stroot de langstzittende trainer van FC Twente Vrouwen. In de zomer van 2021 keerde Stroot, ondanks een tot 2022 doorlopend contract, terug naar Duitsland om hoofdtrainer te worden van VfL Wolfsburg. Met Die Wölfinnen werd hij kampioen in het seizoen 2012/22 en won hij de Duitse Beker in 2022, 2023 en 2024.  Op 23 mei 2024 maakte VfL Wolfsburg bekend het aflopende contract van Stroot, dat doorloopt tot 30 juni 2025, niet te verlengen.

## Erelijst
| Nationaal                   |    |                    |
| Kampioen Vrouwen Eredivisie | 2x | 2018/19 en 2020/21 |
| Bundesliga                  | 1x | 2021/22            |
| DFB Pokal                   | 2x | 2022, 2023 en 2024 |